# Clavadoce nigrimaculata
Clavadoce nigrimaculata är en ringmaskart som först beskrevs av Moore 1909.  Clavadoce nigrimaculata ingår i släktet Clavadoce och familjen Phyllodocidae. Inga underarter finns listade i Catalogue of Life.